# Амбистома Копа
Амбистома Копа (лат. Dicamptodon copei) — вид хвостатых земноводных из семейства амбистомовых. Назван в честь американского натуралиста Эдварда Копа (1840—1897).

## Распространение
Эндемик Северо-Запада США: ареал вида распространяется на территорию от полуострова Олимпик (штат Вашингтон) на севере до бассейна реки Колумбия (штат Орегон) на юге.

## Описание
Общая длина составляет 12,4—20,5 см. Наблюдается половой диморфизм: самки крупнее самцов. По своему строению похожа на других представителей рода. Отличием является более узкая голова, сжатое туловище и короткие ноги. Имеет 12—13 незаметных рёберных борозд. Хвост длиннее туловища, несколько уплощенный и заострённый на конце. Окраска коричневая с желтоватыми пятнами или почти оливковая.

## Образ жизни
Обитает в старых лесах рядом с пресноводными водоёмами: реками, озёрами и болотами. Ведёт полуводный образ жизни. Встречается на высотах до 1000 м над уровнем моря. Питается различными беспозвоночными, мелкой рыбой, лягушками, их икрой и головастиками.

## Размножение
Половая зрелость наступает при длине 6,5—7,7 см. Яйца откладывает круглый год, но чаще всего в зимние месяцы. Самка постоянно охраняет их от хищников. В кладке обычно 25—115 яиц. Метаморфоз завершается редко, большинство особей остаются в личиночной стадии. Всего зафиксировано 66 фактов совершившейся метаморфозы.